# Alexander Calder
Alexander Calder (Lawnton (Pennsilvània), 22 d'agost de 1898 - Nova York, 11 de novembre de 1976) va ser un escultor, pintor i dibuixant estatunidenc. És especialment conegut per ser el creador dels mobiles, un tipus d'escultures cinètiques que es mouen gràcies a l'acció d'un motor o per l'acció dels corrents d'aire. Les escultures estàtiques de Calder, sovint monumentals i situades a l'espai públic, es coneixen com a stabiles. Calder preferia no analitzar el seu treball: "Les teories poden estar molt bé per al mateix artista, però no s'han de transmetre a altres persones".

## Infantesa i joventut
Alexander “Sandy” Calder va néixer el 22 d'agost de 1898 a Filadèlfia. Era fill de l'escultor Alexander Stirling Calder, conegut per les seves instal·lacions a l'espai públic, bona part d'elles localitzades precisament a Filadèlfia. El seu avi, el també escultor Alexander Milne Calder, va nàixer a Escòcia, però va emigrar als Estats Units l'any 1868, i és especialment conegut per l'estàtua colossal de William Penn (fundador de Pennsilvània) que corona la torre de l'ajuntament de Filadèlfia. La seva mare era una retratista professional, que havia estudiat a l'Académie Julian, a la Sorbona i a l'acadèmia de belles arts de Pennsilvània, on va conèixer Alexander Stirling Calder.
Quan tenia quatre anys, Calder va posar nu per a l'escultura del seu pare The Man Cub, una còpia de la qual ara es troba al Metropolitan Museum of Art a Nova York. El 1902 també va completar la seva escultura més antiga, un elefant d'argila. El 1905 el seu pare va contreure tuberculosi, i els pares de Calder es van traslladar a un ranxo a Oracle, Arizona, deixant els nens a la cura d'uns amics de la família durant un any. Els nens es van reunir amb els seus pares el març de 1906 i es van allotjar al ranxo d'Arizona durant aquell estiu.
Després d'aquesta estada a Arizona, la família Calder es va establir a Pasadena, Califòrnia, i el soterrani amb finestres de la nova casa familiar va esdevenir el primer estudi de Calder, que llavors ja havia fet la seva primera escultura —en forma d'elefant— i ja havia rebut el seu primer joc d'eines d'escultura. En aquells temps, Calder elaborava joies per les nines de les seves germanes tot servint-se de cable de coure que trobava pel carrer, i l'any 1907 va presenciar una cursa de carros tirats per cavalls. Aquest esdeveniment va marcar el seu imaginari, i està directament relacionat amb la seva producció artística de filferro relacionada amb l'espectacle del circ.
La tardor de 1909, la seva família es va tornar a traslladar a Filadèlfia, i després es va establir a Croton-on-Hudson, Nova York. Fou allà, durant els seus anys d'institut, que Calder va travar amistat amb el pintor Everett Shinn, amb qui va construir un sistema de trens mecànics que s'accionaven mitjançant la força de la gravetat. Temps després, però, la família es va traslladar a Spuyten Duyvil, al Bronx, per tal d'estar més a prop de l'estudi que Stirling Calder tenia llogat. L'any 1912, Stirling Calder fou nomenat cap del departament d'escultura de l'exposició internacional del Panamà i el Pacífic celebrada a San Francisco l'any 1915.

## Vida artística
El 1926 va fer a París un conjunt de figuretes de fusta i filferro articulades (El circ), que el portaren a fer escultures de filferro. Més tard s'encaminà cap a l'art abstracte, dins el qual pintà alguns quadres (Composició, 1930), i feu escultures entre les quals els 30 mòbils presentats a la Galeria Vignon de París el 1932.
Amb els mòbils són íntimament relacionats dos altres tipus escultòrics del mateix Calder: els standing mobiles (Pètals vermells, 1942; La Muntanya, 1957; Espiral, 1958; Palau de la UNESCO, París) i els stabiles, que presenten una llarga evolució des de les primeres escultures abstractes (Balena, 1937; Spiny, 1942; Teranyina del matí, 1945) fins a les formes monumentals, on el moviment i els espais buits són fonamentals (El falcó, 1963; El baró, 1965; Cinc ales, 1967). A més, ha fet il·lustracions, decoracions, joies, aiguades i fonts.

## Jardins Calder
Està previst que el 2025, després de més de 25 anys de retard, s'obrin els Jardins Calder (Calder Gardens), un enclau expositiu interior i exterior de 7.300 m2 dedicat al treball de Calder, situat a la Benjamin Franklin Parkway de Filadèlfia, projectat per l'estudi d'arquitectura suís Herzog & de Meuron, en col·laboració amb el paisatgista holandès Piet Oudolf.